# سعيد الدولة الحمداني
أبو الفضائل سعيد الدولة الحمداني هو الحاكم الحمداني الثالث لإمارة حلب (381 - 392 هـ)، خلف والده سعد الدولة في عام 381 هـ/ 991م، ولكن طوال فترة حكمه بقيت السلطة الحقيقية في يد الحارس السابق لسعد الدولة لؤلؤ الكبير الذي زوجه ابنته. سيطرت على عهده محاولات الدولة الفاطمية المتكررة لاحتلال حلب، والتي منعتها فقط تدخلات الإمبراطورية البيزنطية. واستمرت الحرب حتى عام 1000م، حتى أبرم الفاطميين والبيزنطين معاهدة تضمن استمرار وجود إمارة حلب الحمدانية كدولة عازلة بين القوتين. وفي يناير 1002م/392هـ، توفي سعيد الدولة، وتولى لؤلؤ السيطرة على حلب.